# رایکو جوکانوویچ
رایکو جوکانوویچ (انگلیسی: Rajko Jokanović؛ زادهٔ ۲۷ سپتامبر ۱۹۷۱) بازیکن والیبال اهل صربستان است.